# WALL·E (відеогра)
WALL·E — відеогра-адаптація однойменного фільму. Гра розроблена і випущена THQ для мультиплатформи.